# Heliconius augusta
Heliconius augusta är en fjärilsart som beskrevs av Riffarth 1900. Heliconius augusta ingår i släktet Heliconius och familjen praktfjärilar. Inga underarter finns listade i Catalogue of Life.